# Орудьєво
Ору́дьєво (рос. Орудьево) — село у складі Дмитровського міського округу Московської області, Росія.

## Історія
Село Орудьєво ще здавна відоме позументним промислом. У 1876 році в селі організована галунно-ткацька фабрика, а в 1916 році створено промислову артіль
.

## Населення
Населення — 1402 особи (2010; 2778 у 2002).
Національний склад (станом на 2002 рік):
- росіяни — 93 %

## Пам'ятки архітектури
У селі збереглася церква Покрови пресвятої Богородиці збудована у 1857 році.

## Визначні уродженці
У селі народився визначний російський радянський хокеїст Третьяк Владислав Олександрович.